# Sainte-Rose (rivière)
Pour les articles homonymes, voir Sainte-Rose.
La Sainte-Rose est une rivière française qui coule dans le département du Loiret, dans la région Centre-Val de Loire. C'est un affluent du Betz en rive droite, donc un sous-affluent de la Seine par le Betz et le Loing.

## Géographie
La longueur de son cours d'eau est de 13,5 km.
Elle prend sa source à l'ouest de Ervauville au lieu-dit les Maugarets, à 140 m d'altitude et se jette dans le Betz à Chevannes. Le ruisseau traverse l'Étang des Noues sur Rozoy-le-Vieil.

## Affluent

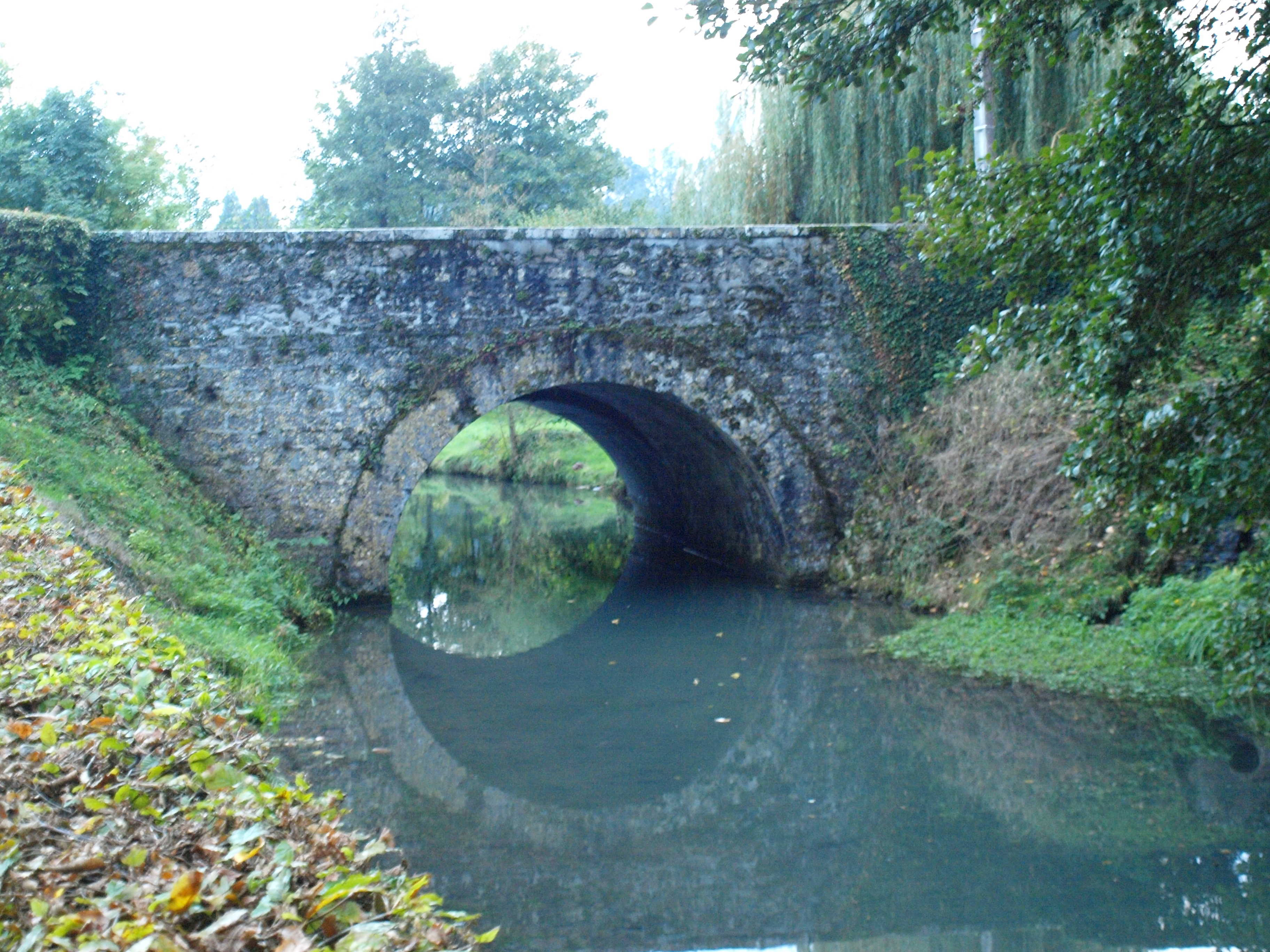
Pont sur la Sainte-Rose à Chevannes.

Ce ruisseau n'a pas d'affluent contributeur référencé. Le rang de Strahler est de un.

## Communes et canton traversés
Dans le seul département du Loiret, la Sainte-Rose traverse cinq communes
Mérinville ~ Ervauville ~ Rozoy-le-Vieil ~ Pers-en-Gâtinais ~ Chevannes
Soit en termes de cantons, la Sainte-Rose prend source dans le canton de Courtenay et conflue dans le canton de Ferrières-en-Gâtinais, le tout dans l'arrondissement de Montargis.